# Économie de l'Arménie
L'économie de l'Arménie est une économie en transition. Du fait de l'effondrement de l'Union soviétique en décembre 1991 et du conflit quasi continu avec l'Azerbaïdjan voisin au sujet du Haut-Karabagh, elle a connu un déclin économique profond. Il se traduit par une faible croissance des principales activités économiques très concentrées et principalement limitées à Erevan la capitale. Sous l'ancien système de planification centrale soviétique, l'Arménie avait développé un secteur industriel significatif, produisant des machines-outils, du textile, et d'autres produits manufacturés, qu'elle vendait aux autres républiques en échange de matières premières et d'énergie.
Depuis 1991, l'agriculture de l'Arménie s'est également transformée avec le passage des complexes agricoles de l'ère soviétique à des exploitations de petite taille. Le secteur agricole a des besoins importants d'investissement et de modernisation.
La privatisation de l'industrie s'est effectuée à un rythme lent, dans les premières années de l'indépendance, du fait d'une forte corruption. Des intérêts stratégiques tels que le secteur des télécommunications ou les usines électriques, ont été vendus aux intérêts grecs et russes, respectivement. L'Arménie est un importateur d'aliments, et ses ressources minérales (cuivre, or, bauxite) sont faibles.
Depuis 1994 cependant, le gouvernement arménien a lancé un ambitieux programme économique en relation avec le FMI, qui a eu comme conséquence de forts taux de croissance durant la période 1995-2003. L'Arménie est également parvenue à réduire l'inflation et à stabiliser la devise locale (le dram). Le taux de croissance a avoisiné 13,5 % en 2006. Le produit intérieur brut a dans le même temps augmenté de plus de 13 %.
Le secteur des services ainsi que les petites et moyennes entreprises constituent une part croissante de l'économie arménienne.

## Économie soviétique
Alors une des plus riches des anciennes républiques soviétiques, l'Arménie a souffert d'une fusion virtuelle de l'économie, qui a commencé avec la politique de perestroïka de Mikhaïl Gorbatchev, qui a accéléré l'érosion régulière de l'économie soviétique déjà mal au point. L'Arménie dépendait alors fortement de l'ancienne Union soviétique pour son commerce. Des matières premières étaient importées de Sibérie ou des républiques d'Asie centrale pour être ensuite traitées en Arménie, puis réexportée à travers l'Union soviétique et les pays du Pacte de Varsovie.
Avec la perestroïka, l'économie planifiée a commencé à se dissoudre. Elle a atteint un seuil critique en 1988, avec le tremblement de terre de Spitak le 7 décembre de cette année, qui a démontré l'incapacité de Moscou à remédier à la situation.
Dans les années 1990, l'Arménie souffre de fortes pénuries d'énergie. Le gouvernement fait rouvrir la centrale nucléaire de Metsamor, construite dans les années 1970 mais fermée en 1988 à la suite du séisme de Spitak. En 2015, l’annonce d’une hausse importante des tarifs d’électricité provoque d’importantes manifestations dans la capitale arménienne.

## Impact du conflit avec l'Azerbaïdjan
Les problèmes étaient encore localisés à la zone du tremblement de terre quand l'Azerbaïdjan a imposé un blocus énergétique contre le pays en 1989, en réponse à la déclaration d'indépendance du Haut-Karabagh. Ce rationnement d'énergie a provoqué la réduction de la production. En parallèle, les tensions entre la Géorgie et sa république séparatiste d'Abkhazie ont perturbé les voies de transport terrestres vers la Russie, alors que l'Azerbaïdjan bloquait également les voies alternatives par son territoire. Le pays a ainsi perdu ses débouchés commerciaux, et de nombreuses années ont été nécessaires pour les rétablir via le fret aérien et les ports géorgiens.

## PIB
| Année | PIB (en millions de drams) | accroissement (en %) | PIB par habitant (drams/hab) | Déflateur du PIB (en %) |
| ----- | -------------------------- | -------------------- | ---------------------------- | ----------------------- |
| 2000  | 1 031 338,3                | +5,9 %               | 320 182                      | −1,4 %                  |
| 2001  | 1 175 876,8                | +9,6 %               | 365 849                      | +4,1 %                  |
| 2002  | 1 362 471,7                | +13,2 %              | 424 234                      | +0,7 %                  |
| 2003  | 1 624 642,7                | +14,0 %              | 505 914                      | +4,6 %                  |
| 2004  | 1 907 945,4                | +10,5 %              | 593 635                      | +6,3 %                  |
| 2005  | 2 242 880,9                | +13,9 %              | 697 088                      | +3,2 %                  |
| 2006  | 2 656 189,8                | +13,2 %              | 824 621                      | +4,6 %                  |
| 2007  | 3 149 283,4                | +13,7 %              | 976 067                      | +4,2 %                  |
| 2008  | 3 568 227,6                | +6,9 %               | 1 103 348                    | +5,9 %                  |
| 2009  | 3 141 651,0                | −14,1 %              | 968 539                      | +2,6 %                  |
| 2010  | 3 460 202,7                | +2,2 %               | 1 062 683                    | +7,8 %                  |
| 2011  | 3 776 443,0                | +4,7 %               | 1 155 405                    | +4,2 %                  |
| 2012  | 4 000 722,0                | +7,2 %               | 1 322 946                    | −1,2 %                  |
| 2013  | 4 555 638,2                | +3,3 %               | 1 507 491                    | +3,4 %                  |
| 2014  | 4 828 626,3                | +3,6 %               | 1 602 172                    | +2,3 %                  |
| 2015  | 5 032 089,0                | +3,0 %               | 1 674 795                    | +1,2 %                  |